# قربط فرنسي
قربط فرنسي (الاسم العلمي: Filago gallica) هو نوع من النباتات يتبع جنس القربط من الفصيلة النجمية.